# Дивоптах імператорський
Дивоптах золотоспинний (Paradisaea guilielmi) — вид горобцеподібних птахів родини дивоптахових (Paradisaeidae).

## Назва
Вид названо на честь німецького імператора Вільгельма II.

## Поширення
Ендемік Папуа Нової Гвінеї. Поширений лише на півострові Гуон. Звичайний мешканець лісу, лісостепу, садів і кавових плантацій, на висоті між 450 і 1350 м над рівнем моря.

## Опис
Птах середнього розміру, завдовжки 31-33 см, вагою 250—265 г. Помітний чіткий статевий диморфізм. У самиць темно-коричневе обличчя, жовтувато-коричневі потилиця, шия і плечі, каштанові крила, спина і хвіст та коричневий живіт, який має тенденцію світлішати, стаючи сірим на нижній частині хвоста. У самців смарагдово-зелене обличчя, шапинка, горло і груди, а решта голови, шия, плечі та боки грудей сіро-жовті, крила, груди, крила і хвіст коричневі, пір'я на боках тіла витягнуте, звисає у вигляді шлейфу, коричневе біля основи та біле далі по довжині, а два центральних пера хвоста також витягнуті, але ниткоподібні та чорного кольору. У обох статей ноги жовтуваті, дзьоб сірого кольору, очі у самиці жовті, а у самця — червоні.

## Спосіб життя
Трапляється парами або поодинці. Живе під пологом лісу. Живиться переважно фруктами, в основному інжиром. Рідше поїдає комах і нектар.
Сезон розмноження припадає на вересень-грудень. Полігамний вид. Самці токують, щоб привабити якомога більше самиць. Під час токування декілька самців збираються на спеціальному місці. Вони бігають вгору і вниз по гілці, обертання навколо неї, підвішуються на ній, завмирають у статичних позах, сходяться до центру арени, кланяються в бік самиці і завмирають біля неї. Самиці спостерігають за ритуалом збоку, перш ніж вибрати, з яким самцем будуть паруватися. Після спаровування самиці самостійно займаються будівництвом гнізда, насиджуванням яєць та доглядом за потомством.